# Westinghouse Electric Company
Westinghouse Electric Company je americká firma působící v jaderné energetice. Vznikla roku 1998 odštěpením jaderné divize původního koncernu Westinghouse Electric Corporation. Zabývá se konstrukcí a stavbou jaderných elektráren a dodávkami jaderného paliva. Firma vystřídala několik vlastníků. Roku 2017, kdy ji vlastnila Toshiba, Westinghouse Electric Company zbankrotovala a dnes je jejím největším akcionářem společnost Brookfield Business Partners.
Westinghouse byl do roku 2010 dodavatelem paliva pro JE Temelín, kdy ho nahradila ruská firma TVEL. Od roku 2024 bude z bezpečnostních důvodů (viz Ruská invaze na Ukrajinu v roce 2022) dodávat palivo do JE Temelín i JE Dukovany společně s francouzskou firmou Framatome.